# Downey (Califòrnia)
Downey és una ciutat ubicada al Comtat de Los Angeles a Califòrnia, Estats Units d'Amèrica, de 113.092 habitants segons dades de l'any 2017 i amb una densitat de 3.336,4 habitants per km². Downey és la 234a ciutat més poblada del país. Es troba a uns 21 quilòmetres al sud-est del centre de Los Angeles. L'actual alcalde és Mario A. Guerra.